# Ioan Nicolae
Ioan Nicolae (n. 7 noiembrie 1875, Avrig – d. necunoscută, necunoscut) a fost un deputat în Marea Adunare Națională de la Alba Iulia, organismul legislativ reprezentativ al „tuturor românilor din Transilvania, Banat și Țara Ungurească”, cel care a adoptat hotărârea privind Unirea Transilvaniei cu România, la 1 decembrie 1918.:p. 77

## Biografie
Reprezentant al Cercului Cisnădie din județul Sibiu, a fost președinte al Gărzii Naționale din Avrig în 1918, și din această funcție a fost și delegat al comunei Avrig la Alba-Iulia în data de 1 decembrie 1918.:p. 16

## Activitatea politică

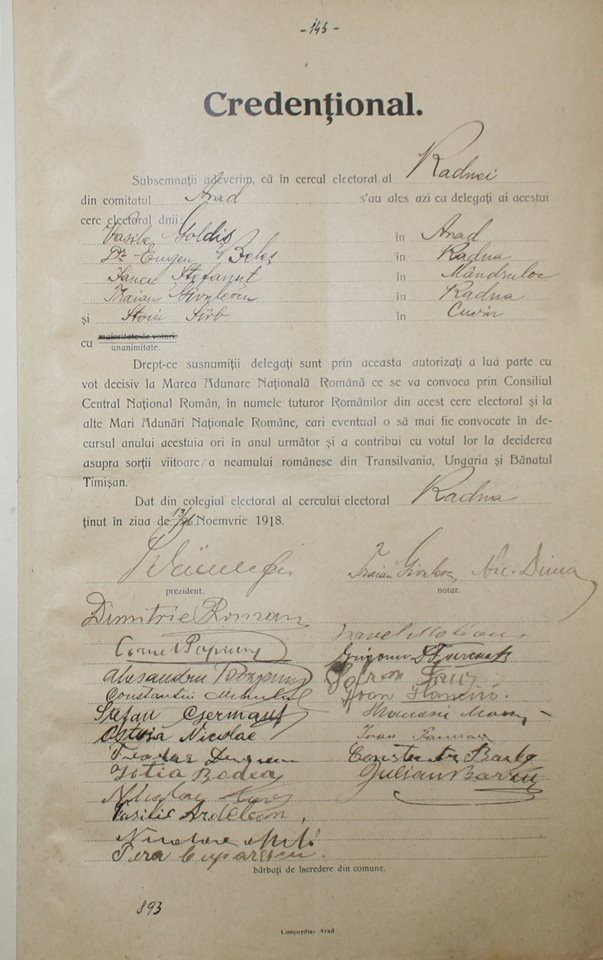
Credențional

Ca deputat în Adunarea Națională din 1 decembrie 1918, Ioan Nicolae a reprezentat ca delegat de drept comuna Avrig.:p. 77:p. 16